# مارلون بارنز
مارلون بارنز (بالإنجليزية: Marlon Barnes)‏ هو لاعب كرة قدم أمريكية أمريكي، ولد في 13 مارس 1976 في ممفيس في الولايات المتحدة.

## وصلات خارجية
- مارلون بارنز على موقع مرجع كرة القدم المحترفة.كوم (الإنجليزية)